# Санґам (література)
Санґам (там. சங்க இலக்கியம்) — найдавнішовідома література Південного Індостану, становить основу давньотамільської поезії. Назва перекладається як «зібрання (зустріч, братство, академія)». Інша назва «Санрор сейюл» (Поезія шляхетних).

## Історія
Тамільська традиція пов'язує санґам з трьома літературними зібраннями біля Мадураю та Капатапураму (столиць Пандья): перше існувала протягом 4440 років, друге — понад 3700 років. і третє — понад 1850 років
Перший період санґам має коріння в індуїстських божествах Шива, Муруган, а також у 545 мудрецях, включаючи відомого ригведичного поета Агастью. Центр цієї літератури розташовувався на південь від сучасного міста Мадурай. Друге зібрання загалом продовжувало перше, але перемістилося до Капатапураму. Обидва зібрання поетів зазнали занепаду внаслідок стихійних лих, що вдарили по їх місцю перебуванню — потопу і повені. Легенда свідчить, що третій санґам із 449 вчених-поетів працював на північ від Мадураю.
Вчені вважають цю хронологію, неісторичною. Найдавніша відома згадка про легенду про санґам, з'являється в «Тіруппуттур Тантакам» Аппара. Сьогодніші дослідники припускають, що літератури санґам охоплює період від близько 300 рік до н. е. до 300 року н. е. При цьому її розквіт відносять до періоду від 100 року до н. е. до 250 року н. е. На той час тамільське суспільство вже взаємодіяло та нерозривно злилося з північними індійцями (індоарійцями), і обидві сторони мали спільну міфологію та цінності, що відбилося на поезії
Після занепаду держави Пандья і Чола ця література була забута протягом Середньовіччя і Нового часу, але була збережена та знову відкрита в індуїстських монастирях, насамперед шиваїстських поблизу Кумбаконаму. Заново відкрита вченими колоніальної доби наприкінці XIX ст. Арумука Наваларом (1822—1879), Ч. В. Дамодарам Піллаї (1832—1901) та У. В. Свамінатха Айяром (1855—1942). Перші два з Джафни (Цейлон), третій — Тханджавуру. Перший текст поезії санґам було надруковано у 1851 році. Наступні тексти регулярно друкувалися до 1923 року.

## Характеристика
Однорідність просодії, мови та тем у цих віршах підтверджує, що література санґам була зусиллями спільноти, «груповою поезією».
Є переважно бардичним корпусом. Він містить найстарішу збережену тамільську граматики («Толкапіям»), антологію «Еттуттокай» («Вісім збірок»), антологію «Паттупатту» («Десять пісень»). Тамільська література після періоду санґам до бл. 600 року зазвичай називають «постсанґамською літературою». Сюди також входять епоси буддизму та джайнізму.
Усі вони разом містить 2381 вірш тамільською мовою. Довжина цих віршів коливається від 3 до 782 рядків. Поезія є переважно світською, зосереджена на людях. Санґам здебільшого присвячена коханню (акам, там. அகம்) і війні (пурам, там. புறம்). Поезія акам розповідає про емоції та почуття в контексті романтичного кохання, сексуального союзу та еротики. Поезія пурам розповідає про звитяги та героїчні вчинки в контексті війни та суспільного життя. Близько 3/4 присвячено акам, 1/4 — пурам.
Акам і пурам також поділяють на 7 другорядних жанрів (тінаї, там. திணை), що засновано на місці, в якому відбувається подія: курінсі (гірські регіони); муллаї (пасовищні ліси); марутам (прирічкові сільськогосподарські угіддя); нейтал (прибережні регіони); палай (посушливі місцини).
Для поезії акам використовуються також категорії ай-тінай (взаємне кохання), кайкілай (нероздільне кохання) та перун-тінай (великий жанр). Для поезії пурам використовують категорії ветчі (захоплення худоби), ванчі (підготовка до війни), канчі (трагедія), улінай (облога), тумпай (битва), вакай (перемога) , паатаан (елегія та похвала). Поезія акама використовує метафори та образи, щоб створити настрій, ніколи не вживає імен осіб чи місць, також часто залишає контекст, який спільнота заповнить і зрозуміє, враховуючи їх усну традицію. Поезія пурам є більш прямою, використовує імена та місця.
Також присутні короткі вірші, такі як паріпатал, що є більш релігійним і вихваляють Вішну, Шиву, Дургу та Муругана. У 33 віршах «Паріпаатала» і 150 віршах «Каліттокая» з групи «Еттуттокай» згадують цих індуїстських божеств.
За своїми цінностями та будовою вони представляють зрілу класичну поезію: пристрасть врівноважена ввічливістю, прозорість іронією та нюансами дизайну, безособовість яскравими деталями, суворість лінії багатством підтексту.

### Стиль
Рання поезія старанно дотримується двох метрів (акавал і вансі), тоді як пізніша є трохи різноманітнішою. Основною метричною одиницею в акавал і вансі є асаї (метрема), яка є двох типів — нер і нірай. Нер — це наголошений/довгий склад, нірай — це комбінація ненаголошених/коротких складів (на кшталт пірихія і ямба). Акаї об'єднані, щоб утворити сір (ступню), які в свою чергу з'єднані для утворення талай, тоді як строка згадується як ati.
Пізніші вірші дотримуються тих самих загальних правил вимірювання, але іноді містять 5 рядків. Пізніші тексти також використовують метри калі та змішаний метр паріпатал.

## Твори
Наявну літературу цього періоду було класифіковано та зібрано в X ст. у дві групи (патіненмелканакку («вісімнадцять великих рядків текстів») на основі приблизної хронології. Перша — «Еттуттокай»; друга — «Паттупатту».
Антологія «Еттуттокай» («Вісім збірок»):
- «Нетунтокай нануру» (400 довгих віршів)
- «Курунтокай ануру» (400 коротких віршів)
- «Наррінай» (400 пейзажних віршів Тінай)
- «Пуранануру» (400 віршів)
- «Айнкурунуру» (500 дуже коротких віршів)
- «Патірруппатту» (100 віршів)
- «Паріпатал» (70 віршів)
- «Каліттокай» (150 віршів).

«Паттупатту»:
- «Тірумурукарруппатай» (317 рядків)
- «Порунарарруппатай» (234 рядків)
- Чирупанарруппатай (296 рядків)
- «Перумпанарруппатай» (500 рядків)
- «Мулайппатту» (103 рядків)
- «Матурайккансі» (782 рядків)
- «Нетуналватай» (188 рядків)
- «Курінсіппатту» (261 рядків)
- «Паттінаппалай» (301 рядків)
- «Малайпатукатам» (583 рядків)

## Поети
Загалом виявлено 473 поетів, з яких 102 є анонімними. З них 16 поетів (насамперед Мутхаттамаканніяр, Урутіранканнанар, Капілар, Наккірар, Мангуді Маруданар, Набудханар, Наттатханар, Перункусіканар) складають приблизно 50 % відомої літератури санґам, а найпліднішим поетом є Капілар (його внесок становить 10 %).
Вони мали різного походження: одні були з царської або аристократичних родин, купців, селян. Щонайменше 27 поетів були жінками.

## Значення
Є історичним свідченням культурного розвитку в Південній Індії паралельно до санскриту. Збережена література свідчить про групу вчених, які сформували літературне, академічне, культурне та мовне життя стародавнього Тамілнаду. Санґам розкриває не лише літературу, а вірування, традиції, звичаї, обряди, пісні стародавніх тамілів.
Санґам відображає аспекти стародавньої тамільської культури, світських і релігійних вірувань, людей. Ці вірші також є важливим історичним джерелом, відомості про стародавні міста тамілів, соціальний лад, культуру, побут, родинні стосунки в глибоку давнину.
Санґамська література містить докази запозичених слів із санскриту, що свідчить про постійну лінгвістичну та літературну взаємодію між стародавнім Півднем Індостану та іншими частинами цього субконтиненту. Одним із ранніх запозичених слів є «acarya» — із санскриту означає «духовний провідник або вчитель», який у літературі санґам з'являється як «aciriyan» (священник, учитель, вчений), «aciriyam» або (akavar, akaval, akavu) — поетичний метр.
Крім того, у віршах згадують музику та мелодію, що означає розвиток і важливість музичного мистецтва в тамільських державах. Припускають, що такі вірші, походять з пізньої епохи санґам (II або III ст.) і свідчать про складну та процвітаючу стародавню цивілізацію.